# Gergithus bipustulatus
Gergithus bipustulatus är en insektsart som först beskrevs av Walker 1858.  Gergithus bipustulatus ingår i släktet Gergithus och familjen sköldstritar. Inga underarter finns listade i Catalogue of Life.